# Donder (trigram)
Donder is een trigram uit het Chinese Boek van Veranderingen. Het trigram stelt donder voor.
Het ziet er als volgt uit:
```
-- -- 3 Yin
-- -- 2 Yin
----- 1 Yang

```

Betekenissen van het trigram:
- donder;
- windstreek: het Oosten

Met de trigrammen van de I Tjing kunnen de hexagrammen worden samengesteld.